# Heidi diventa principessa
Heidi diventa principessa (世界名作童話 白鳥の王子?, Sekai meisaku dōwa: Hakuchō no ōji, lett. "I capolavori mondiali della fiaba: I principi cigni") è un film anime del 1977 diretto da Nobutaka Nishizawa, prodotto dalla Toei Dōga, e ispirato alla fiaba dei fratelli Grimm I sei cigni (rielaborata in seguito da Hans Christian Andersen con il titolo I cigni selvatici). Rappresenta il primo episodio dei Sekai meisaku dōwa, una serie di cinque film tratti da fiabe, proseguita con Pollicina (1978), I dodici mesi (1980),  Il lago dei cigni (1981) e La lampada di Aladino (1982).

## Trama
I sei fratelli della principessa Heidi (Elisa nella versione originale) vengono trasformati in cigni da due malefiche streghe: Greta la loro infida matrigna e sua madre. Per sciogliere il maleficio, Heidi dovrà tessere in sei anni sei maglie con un filo fatto di foglie di ortica, rimanendo in completo silenzio: se fallirà il suo compito, i suoi fratelli moriranno.
Per sei lunghi anni Heidi continuerà il suo interminabile compito, senza che nessun suono esca dalla sua bocca, anche quando un principe la chiederà in sposa e soprattutto quando verrà accusata di essere una strega e condannata a morire sul rogo. Ma quando all'ultimo momento, mentre le fiamme la stanno già avvolgendo, riuscirà a terminare l'ultima maglia, verrà salvata dai suoi sei fratelli. Il maleficio verrà infranto e la principessa Heidi sposerà il principe diventando regina.

## Colonna sonora

### Canzoni originali
Testi di Yasuko Miyazaki sotto lo pseudonimo di Takaba, musiche di Akihiro Komori eseguite dalla Columbia Orchestra.
1. Eiko Masuyama – Hakuchō no ōji  (白鳥の王子, lett. "I principi cigni") (feat. The Chirps)
2. Kumiko Ōsugi – Namida to ne nen'ne (なみだとねんね, lett. "Mi dispiace") (feat. The Chirps)

### Canzoni italiane
Testi di Enrico Bomba, musiche di Akihiro Komori; edizioni musicali Carosello.
1. Francesca Guadagno – Heidi principessa (feat. Ada Mori) – 2:27
2. Francesca Guadagno – I fratelli cigni (feat. Georgia Lepore e il coro I Nostri Figli di Nora Orlandi) – 2:33

Durata totale: 5:00

## Distribuzione

### Date di uscita e titoli internazionali
Le date di uscita internazionali sono state:
- 19 marzo 1977 in Giappone
- gennaio 1978 in Corea del Sud (prima TV) (백조의 왕자)
- 24 novembre 1978 in Italia (Heidi diventa principessa)[3]
- 29 novembre 1979 in Ungheria (A vad hattyúk)
- 24 dicembre 1981 in Germania Est (prima TV) (Die Schwanenprinzessin)
- 18 dicembre 1982 in Germania Ovest (prima TV) (Die wilden Schwäne)
- 1984 negli Stati Uniti (home video) (The Wild Swans)
- 1º febbraio 1984 in Francia (Les cygnes sauvages)

### Edizione italiana
Nella versione italiana del film venne sfruttata a fini pubblicitari la vaga somiglianza tra la protagonista da bambina e Heidi, protagonista dell'omonima serie televisiva che aveva riscosso un enorme successo in quell'anno. Il nome della protagonista, Elisa, venne quindi mutato in Heidi, con il conseguente adattamento del titolo. Inoltre Francesca Guadagno, la doppiatrice di Heidi, fu scritturata per dare voce alla protagonista. La versione italiana comportò l'eliminazione di alcune scene e l'introduzione di una voce narrante assente nell'originale (Giorgio Piazza, come nella serie TV) che spiega parti della storia. L'edizione italiana è stata eseguita da Cinitalia Edizioni con la collaborazione della CD, su direzione e dialoghi di Enrico Bomba.

### Edizioni home video
Dal 1985 il film è stato reso disponibile in VHS dalla Cinehollywood, che lo ha successivamente riproposto anche in DVD nel 2005.